# Șușani
Șușani è un comune della Romania di 3 688 abitanti, ubicato nel distretto di Vâlcea, nella regione storica dell'Oltenia. 
Il comune è formato dall'unione di 6 villaggi: Ramesti, Sârbi, Stoiculești, Șușani de Jos, Șușani de Sus, Ușurei.